# Santa Maria in Campo

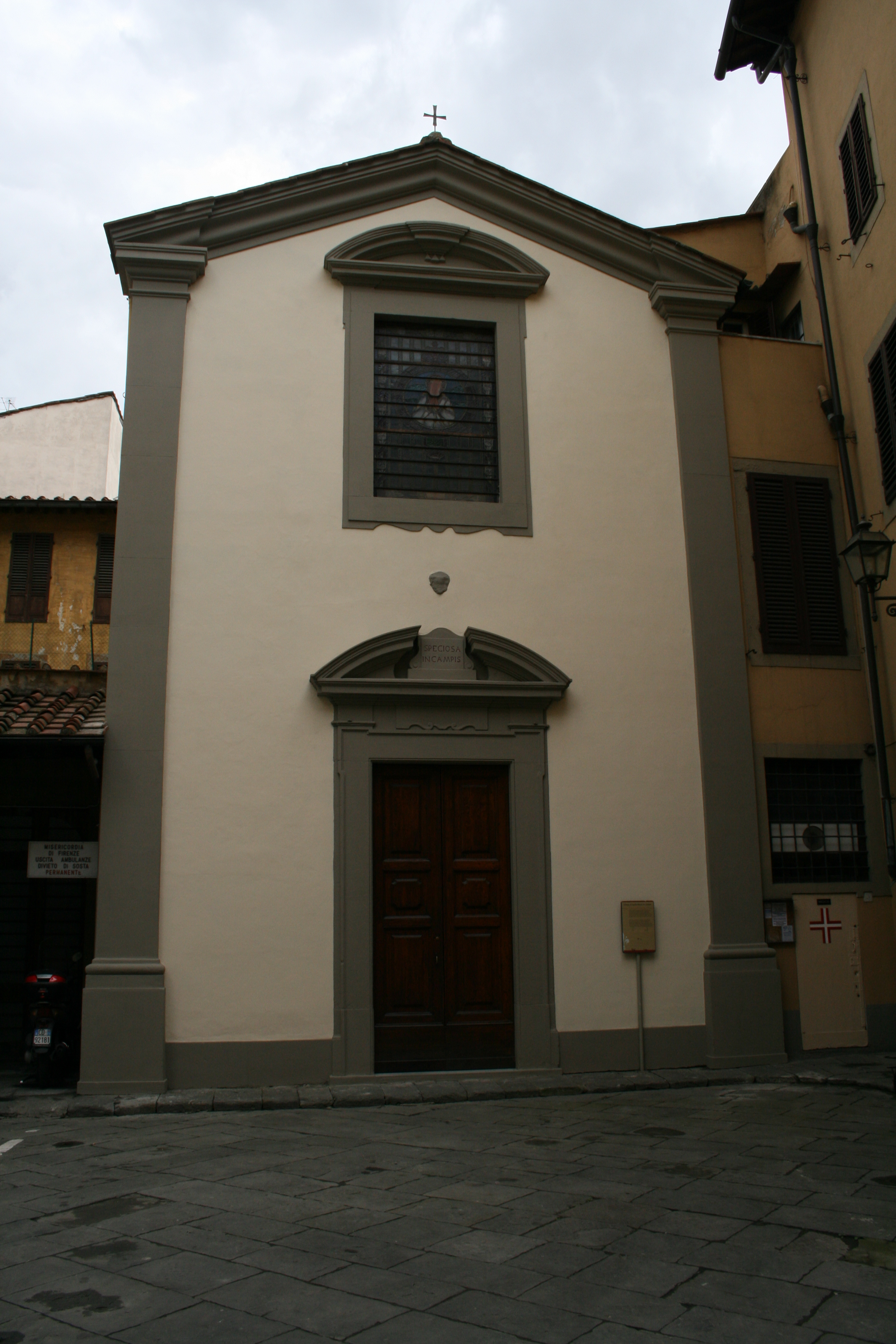
Frontansicht Santa Maria in Campo (2009)

Santa Maria in Campo ist eine römisch-katholische Kirche in Florenz an der Piazza di Santa.

## Geschichte und Kunst
Die Kirche wurde erstmals 1137 erwähnt und stand damals jenseits der ersten Stadtmauer (daher vermutlich der Name in campo = auf freiem Felde). Im Jahr 1568 wurde die Kirche neu geweiht. Die schlichte Frontfassade geht auf diese Zeit zurück.
Im Kirchenraum befindet sich unter dem Tabernakel ein Marmorsarkophag mit Überresten des Heiligen Julianus, einem christlichen Märtyrer.